# Mistrovství světa juniorů v ledním hokeji 1976
Mistrovství světa juniorů v ledním hokeji 1976 se konalo 27. prosince 1975 až 1. ledna 1976 ve finských městech Tampere, Turku, Pori a Rauma.
Jednalo se o třetí ročník zvacího turnaje reprezentací do 20 let, v dalším roce se již poprvé hrálo oficiální mistrovství.

## Pořadí
| pozice | Tým     | Z | GS | GI | B |
| ------ | ------- | - | -- | -- | - |
| 1.     | SSSR    | 4 | 19 | 10 | 8 |
| 2.     | Kanada  | 4 | 12 | 27 | 4 |
| 3.     | ČSSR    | 4 | 12 | 10 | 4 |
| 4.     | Finsko  | 4 | 12 | 14 | 2 |
| 5.     | Švédsko | 4 | 23 | 17 | 2 |

## Výsledky
26.12.1975

Kanada – Finsko 4:1

SSSR – ČSSR 3:2

28.12.1975

Švédsko – Kanada 17:1

29.12.1975

SSSR – Švédsko 5:2

ČSSR – Finsko 2:0

30.12.1975

SSSR – Finsko 6:4

Kanada – ČSSR 5:4

31.12.1975

ČSSR – Švédsko 4:2

1.1.1976

Finsko – Švédsko 7:2

SSSR – Kanada 5:2

## Soupisky
SSSR
Brankáři: Sergej Babariko, Jurij Šundrov

Obránci: Gennadij Ikonikov, Vasilij Pěrvuchin, Irek Gimajev, Eugen Novičenko, Basil Pajusov, Vjačeslav Fetisov

Útočníci: Valerij Bragin, Sergej Podporcev, Valerij Jestifejev, Alex Frolikov, Sergej Abramov, Alexander Kabanov, Nikolaj Drozděckij, Michail Šostak, Dmitrij Fedin, Viktor Žukov, Sergej Lantratov
  Kanada
Kanadu reprezentoval klub Sherbrooke Beavers (QMJHL)
Brankáři: Benoit Perreault, Richard Sévigny

Obránci: Mario Claude, Robert Desormeaux, Ken Johnstone, Floyd Lahache, Normand Lefebvre, Robert Simpson

Útočníci: Alain Belanger, Joseph Carlevale, Daniel Chicoine, Jere Gillis, Mark Green, Denis Halle, Bernard Harbec, Brendan Lowe, Fernand LeBlanc, Peter Marsh, Regis Vallieires.
  ČSSR
Brankáři: Pavol Švárny, Petr Brokeš

Obránci: Jaroslav Januš, Marián Brúsil, Zdeněk Venera, František Větrovec, Marián Repaský, Jiří Heinz, Zdeněk Hňup

Útočníci: Karel Holý, Peter Šťastný, Jozef Lukáč, Tomáš Netík st., Jiří Jána, Jaroslav Stix, Ladislav Vošta, Jindřich Kokrment, Norbert Král, Luboš Kšica, Miloš Jelínek.
 Finsko
Brankáři: Hannu Kamppuri, Jan Koskinen

Obránci: Kari Eloranta, Hannu Helander, Hannu Jortikka, Hannu Niemi, Harry Nikander, Jukka Peitsoma, Jarmo Tolvanen

Útočníci: Matti Forss, Jarmo Huhtala, Keijo Kivelä, Jari Laiho, Pekka Laine, Jari Rastio, Jouni Rinne, Pekka Saikkonen, Tomi Taimio, Auvo Väänänen, Juhani Wallenius.
 Švédsko
Brankáři: Mats Abrahamsson, Åke Andersson

Obránci: Torbjörn Andersson, Jan Asplund, Anders Hansson, Björn Johansson, Göran Lindblom, Göran Nilsson, Magnus Olsson

Útočníci: Rolf Ericsson, Jan Eriksson, Thomas Gradin, Bengt-Åke Gustafsson, Anders Håkansson, Harald Lückner, Lars Molin, Kent Nilsson, Tommy Persson, Jörgen Pettersson, Hans Särkijärvi.

## Turnajová ocenění
|                        | Brankář         | Obránce           | Obránce           | Útočníci            | Útočníci            | Útočníci            |
| ---------------------- | --------------- | ----------------- | ----------------- | ------------------- | ------------------- | ------------------- |
| Ceny direktoriátu IIHF | Sergej Babariko | Vasilij Pěrvuchin | Vasilij Pěrvuchin | Valerij Jefstifejev | Valerij Jefstifejev | Valerij Jefstifejev |
| All-Star Tým           | Pavol Švárny    | Vasilij Pěrvuchin | Björn Johansson   | Peter Marsh         | Karel Holý          | Valerij Jevstifejev |

### Produktivita
| Hráč                | G | A | Body |
| ------------------- | - | - | ---- |
| Valerij Jevstifejev | 5 | 3 | 8    |
| Karel Holý          | 5 | 2 | 7    |
| Valerij Bragin      | 3 | 3 | 6    |
| Sergej Podgortsev   | 2 | 4 | 6    |
| Matti Fors          | 4 | 1 | 5    |
| Björn Johansson     | 4 | 1 | 5    |